# Haloxylon tamariscifolium
Haloxylon tamariscifolium är en amarantväxtart som först beskrevs av Carl von Linné, och fick sitt nu gällande namn av Carlos Pau. Haloxylon tamariscifolium ingår i släktet Haloxylon och familjen amarantväxter. Inga underarter finns listade i Catalogue of Life.